# Щучейское сельское поселение
Щуче́йское се́льское поселе́ние — упразднённое муниципальное образование в Жарковском районе Тверской области Российской Федерации, существовавшее в 2005 — 2022 годах.
Центр поселения — деревня Щучье.

## Географические данные
- Общая площадь: 287,6 км²
- Нахождение: южная часть Жарковского района
  - Граничит:
    - на севере и востоке — с Жарковским СП и посёлком Жарковский
    - на юге — со Смоленской областью, Духовщинский и Демидовский районы.
    - на северо-западе — с Новосёлковским СП

Гидрография: озеро Щучье, река Межа по северо-восточной границе.
На востоке поселение пересекает недействующая железнодорожная ветка Жарковский—Сошно (Озёрный, Смоленская область). Грунтовой автодорогой можно добраться до посёлка Жарковский.

## История
В XII-XIV веках территория поселения входила в Смоленское великое княжество. С 1404 года находится в составе Великого княжества Литовского, после окончательного присоединении Смоленска к России в 1654 году, в Смоленском воеводстве.
С XVIII века территория поселения относилась:
- в 1708—1719 к Смоленской губернии
- в 1719—1726 к Рижской губернии Смоленская провинция
- в 1726—1776 к Смоленской губернии
- в 1776—1796 к Смоленскому наместничеству
- в 1796—1918 к Смоленской губернии, Поречский уезд
- в 1918—1927 к Смоленской губернии, Демидовский уезд
- в 1927—1929 к Смоленской губернии, Ярцевский уезд
- в 1929—1937 к Западной области, Пречистенский район
- в 1937—1944 к Смоленской области, Пречистенский район
- в 1944—1945 к Великолукской области, Ильинский (Щучье) и Бельский (Гороватка) районы
- в 1945—1957 к Великолукской области, Жарковский район
- в 1957—1960 к Калининской области, Жарковский район
- в 1960—1963 к Калининской области, Октябрьский район
- в 1963—1965 к Калининской области, Западнодвинский район
- в 1965—1973 к Калининской области, Нелидовский район
- в 1973—1990 к Калининской области, Жарковский район
- с 1990 к Тверской области, Жарковский район.

Щучейское сельское поселение образовано первоначально в 2005 году, включило в себя территории Щучейского и части Гороватского сельских округов.
21 марта 2013 года принят закон Тверской области об объединении Щучейского и Троицкого сельских поселений, границы вновь образованного Щучейского сельского поселения совпадают с границами Щучейского и Троицкого сельских поселений, исключая границы их совместного примыкания, и охватывают по площади территории соответствующих преобразуемых муниципальных образований.
Законом Тверской области от 28 июля 2022 года № 45-ЗО муниципальное образование было упразднено с включением всех населённых пунктов в состав Жарковского муниципального округа.

## Население
| 2010 | 2011 | 2012 | 2013 | 2014 | 2015 | 2016 | 2017 | 2018 |
| ---- | ---- | ---- | ---- | ---- | ---- | ---- | ---- | ---- |
| 503  | ↘498 | ↘487 | ↘465 | ↗647 | ↘603 | ↘588 | ↘575 | ↘561 |
| 2019 | 2020 | 2021 |      |      |      |      |      |      |
| ↘524 | ↘520 | ↘489 |      |      |      |      |      |      |

## Населенные пункты
В составе Щучейского сельского поселения насчитывается 43 населённых пункта:
| Тип  | Название      | Население | Население | Население |
| Тип  | Название      | 1996      | 2002      | 2008      |
| ---- | ------------- | --------- | --------- | --------- |
| дер. | Агеево        | 3         | 1         | 2         |
| дер. | Аксеново      | 2         | 2         | 1         |
| дер. | Берково       | 17        | 11        | 9         |
| дер. | Боброво       | 5         | 6         | 4         |
| дер. | Булыки        | 0         | 0         | 0         |
| дер. | Бухоново      | 23        | 18        | 18        |
| дер. | Василево      | 0         | 0         | 0         |
| дер. | Волково       | 5         | 4         | 2         |
| дер. | Вороны        | 169       |           | 126       |
| дер. | Гаево         | 9         | 8         | 9         |
| дер. | Горки Горбуси | 5         | 1         | 0         |
| дер. | Гороватка     | 219       | 174       | 165       |
| дер. | Городки       | 5         | 4         | 3         |
| дер. | Горы          | 29        | 27        | 28        |
| дер. | Гряда         | 11        |           | 9         |
| дер. | Добрино       | 0         |           | 0         |
| дер. | Дуброво       | 5         | 0         | 0         |
| дер. | Задорье       | 34        |           | 13        |
| дер. | Ижорино       | 9         |           | 4         |
| дер. | Каленидово    | 5         |           | 0         |
| дер. | Клубово       | 5         |           | 1         |
| дер. | Козлово       | 12        | 10        | 7         |
| дер. | Комарово      | 6         |           | 6         |
| дер. | Коровино      | 38        | 35        | 22        |
| дер. | Крутик        | 7         |           | 7         |
| дер. | Ломоносово    | 1         | 0         | 0         |
| дер. | Лорино        | 1         | 0         | 0         |
| дер. | Морзино       | 3         | 5         | 2         |
| дер. | Морозово      | 7         |           | 1         |
| дер. | Надобица      | 9         | 9         | 8         |
| дер. | Новая         | 7         | 5         | 4         |
| дер. | Ордынок       | 34        |           | 34        |
| дер. | Пригарино     | 6         |           | 2         |
| дер. | Прусохово     | 20        |           | 8         |
| дер. | Рыжково       | 3         | 0         | 0         |
| дер. | Рысное        | 5         |           | 0         |
| дер. | Станы         | 43        |           | 35        |
| дер. | Троицкое      | 35        |           | 31        |
| дер. | Уплохово      | 56        |           | 31        |
| дер. | Черетное      | 21        | 51        | 53        |
| дер. | Шамши         | 6         | 3         | 6         |
| дер. | Шихотово      | 10        | 8         | 4         |
| дер. | Щучье         | 267       | 240       | 251       |

### Бывшие населенные пункты
В 1999 году исключены из учётных данных деревни Болихино, Заварзы, Клопцово и Туколово.

В 1995 году — Абурочное, Пожоги, Сидоры и Торопаево.

Ранее исчезли деревни: Заруи, Копаи, Маслово, Митьково, Павлово, Пунёво, Прилепово, Струково, Сырьево, Шумилово, Яковлево и другие.

## Экономика
Основные хозяйства: колхоз «Память Кирова» и бывшие совхозы «Жарковский» и «Новый Путь».

## Известные люди
В ныне не существующей деревне Митьково родился Герой Советского Союза Иван Фёдорович Корольков.